# Земляничный (Волгоградская область)
Земляни́чный — хутор в Алексеевском районе Волгоградской области России. Входит в Краснооктябрьское сельское поселение.

## География
Посёлок расположен на севере района, в 15 км южнее посёлка Красный Октябрь, В 11 км южнее от автомобильной дороги «Новоаннинский—Красный Октябрь».

## Население
| 2010 |
| ---- |
| 0    |